# Saint-Tropez
Saint-Tropez este un oraș în Franța, în departamentul Var, în regiunea Provence-Alpi-Coasta de Azur, pe țărmul Mării Mediterane. Are circa 6.000 de locuitori. Este una din cele mai renumite stațiuni de pe Coasta de Azur. La Saint-Tropez se află muzeul Annonciade cu una din cele mai bogate colecții de tablouri ale impresioniștilor francezi.